# Serra de Sant Mateu
La Serra de Sant Mateu és una alineació muntanyosa de la Serralada de Marina, part de la Serralada Litoral Catalana. El punt més alt és el Sant Mateu de 500m.
La serra de Sant Mateu és una petita serra que es troba dins del terme municipal de Premià de Dalt, Maresme. Els cims de la serra són el Turó de Lledó (496 m), el Turó d'en Baldiri (426 m), el Turó de Pedrells (426 m) i el Turó d'en Cases (381 m).